# Mirrinunte

Mapa de los demos de la antigua Ática. El demo de Mirrinunte se situaba en el este.

Mirrinunte (en griego, Μυρρινούς, cuyo significado está relacionado con «mirto», que en griego se escribe μύρτον.) es el nombre de un demo ático de la Antigua Grecia. De allí era originario Fedro, citado por Platón en varios de sus Diálogos, uno de los cuales lleva su nombre.
Pausanias menciona que en Mirrinunte se hallaba una xoana de Artemisa Colénida. Este epíteto deriva de Coleno que, según los habitantes de Mirrinunte, había sido un rey anterior a Cécrope.